# Vachellia cornigera
Espèce
Synonymes
- Acacia campecheana Schenck[2]
- Acacia cornigera var. americana DC.[2]
- Acacia cornigera (L.) Willd. (préféré par BioLib)[2]
- Acacia cubensis Schenck[2]
- Acacia furcella Saff.[2]
- Acacia hernandezii Saff.[2]
- Acacia interjecta Schenck[2]
- Inga cornigera (L.) Ham.[1],[2]
- Mimosa cornigera L.[2]
- Tauroceras cornigerum (L.) Britton & Rose[2]

Vachellia cornigera est une espèce de plantes à fleurs de la famille des Fabacées, communément appelé Acacia corne de bœuf. c'est un arbre tropical et subtropical aux épines gonflées originaire du Mexique et de l'Amérique centrale. Le nom commun corne de bœuf fait référence à ses épines recourbées et évidées (techniquement appelées épines stipulaires) qui apparaissent par deux en bas de la feuille et qui ressemblent aux cornes de cet animal. Au Yucatán (l'une des régions où cet acacia prolifère), on le nomme « subín ». Au Panama, les indigènes le nomment « cachito » (petite corne). Cet arbre peut atteindre jusqu'à 10 mètres de haut.

## Répartition

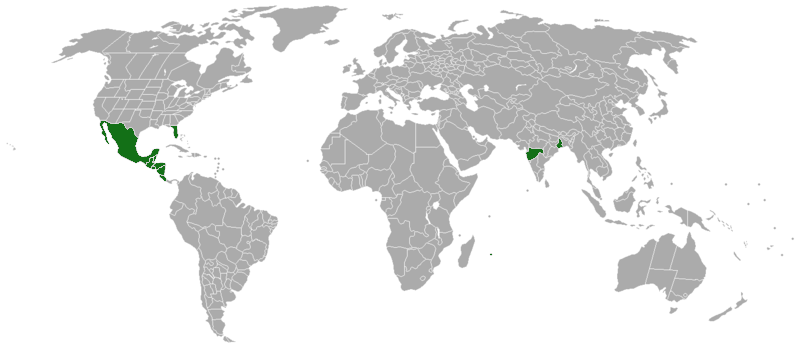
Carte de répartition de Vachellia cornigera.

## Mutualisme
L'acacia cornigera est surtout connu pour sa relation symbiotique (appelée myrmécophilie) avec une espèce de fourmi Pseudomyrmex ferruginea (en) qui vit dans ses épines creuses. Contrairement aux autres acacias, cet arbre manque d'alcaloïdes amers, des molécules organiques situées généralement dans les feuilles qui servent à se défendre contre les insectes et les animaux. Les fourmis remplissent donc ce rôle protecteur.
Les fourmis agissent comme un organisme de défense pour l'arbre en le protégeant des insectes nuisibles, des animaux ou des humains qui pourraient entrer en contact avec lui. Les fourmis vivent dans les épines vides et l'arbre fournit aux fourmis en retour :
- Des nodosités remplies de protéines et de lipides appelées corps beltiens créés à l'extrémité des folioles
- Du nectar riche en glucides à partir de nectaires situés sur la tige

Les corps beltiens n'ont aucune autre fonction connue que de sécréter de la nourriture pour les fourmis symbiotiques. Ces fourmis agressives émettent une phéromone d'alarme et sortent de leur épine-caserne en très grand nombre. Il semble toutefois que le nectar contienne de la chitinase, qui inhibe la production chez la fourmi d'invertase nécessaire à la séparation du saccharose en glucose et fructose. Les fourmis sont ainsi obligée de se nourrir chez l'acacia, créant une véritable relation de dépendance,. 
D'après Daniel Janzen, un biologiste américain, le bétail peut apparemment sentir cette phéromone et évite cet acacia de jour comme de nuit. Le fait de se faire piquer la bouche et la langue est un moyen de dissuasion efficace contre le grignotage de ses feuilles. En plus de protéger l'arbre contre les fourmis coupe-feuille et autres herbivores indésirables, les fourmis enlèvent les plantes invasives qui poussent autour de la base de l'arbre et qui pourraient, en grandissant, priver l'arbre de lumière.

## Utilisation

### Usage décoratif
Les cornes de cet arbre sont parfois enfilées dans des colliers ou des ceintures peu communs. Au Salvador, les épines en forme de corne servent à construire les jambes de petites poupées qui servent comme des épingles décoratives.

### Usage médicinal
L'écorce et les racines de cet arbre sont utilisés en phytothérapie pour ralentir l'arrivée du venin dans le sang lors des piqûres de serpents. L'acné et autres problèmes de peau peuvent être soignés grâce à la décoction des cornes. Il est aussi parfois utilisé dans le traitement de l'impuissance.

## Culture populaire
Acacia cornigera a été particulièrement révélé au public par Bernard Werber dans L'Encyclopédie du savoir relatif et absolu (p. 48) et La nouvelle encyclopédie du savoir relatif et absolu (p. 342). Il est aussi évoqué à plusieurs reprises dans Le Jour des fourmis et La Révolution des fourmis.